# Volume 8: The Threat Is Real
Volume 8: The Threat Is Real è un album in studio pubblicato dalla band thrash metal statunitense Anthrax nel 1998.

## Tracce
1. Crush (Benante, Bush, Ian) – 4:21
2. Catharsis (Benante, Bush, Ian) – 4:53
3. Inside Out (Benante, Bush, Ian) – 5:31
4. Piss'n'Vinegar (Benante, Bush, Ian) – 3:12
5. 604 (Benante, Bush, Ian) – 0:35
6. Toast to the Extras (Benante, Bush, Ian) – 4:24
7. Born Again Idiot (Benante, Bush, Ian) – 4:17
8. Killing Box (Benante, Bush, Ian) – 3:37
9. Harms Way (Benante, Bush, Ian) – 5:13
10. Hog Tied (Benante, Bush, Ian) – 4:36
11. Big Fat (Benante, Bush, Ian) – 6:01
12. Cupajoe (Benante, Bush, Ian) – 0:46
13. Alpha Male (Benante, Bush, Ian) – 3:05
14. Stealing from a Thief (Benante, Bush, Ian) – 13:02

## Formazione
- John Bush - voce
- Scott Ian - chitarra
- Frank Bello - basso
- Charlie Benante - batteria

### Altri musicisti
- Phil Anselmo - voce per la traccia Killing Box
- Dimebag Darrell – chitarra per le tracce Inside Out e Born Again Idiot
- Paul Crook - chitarra per le tracce Big Fat, Hog Tied, Killing Box e Stealing From A Thief